# Kościół Najświętszego Serca Pana Jezusa w Wartosławiu
Kościół Najświętszego Serca Pana Jezusa – rzymskokatolicki kościół filialny należący do parafii Świętego Krzyża i św. Mikołaja w Biezdrowie (dekanat wroniecki archidiecezji poznańskiej).
Murowana świątynia została wzniesiona w latach 1854-1855 jako ewangelicka pod wezwaniem świętego Pawła. Na początku ubiegłego stulecia do kościoła została dobudowana wysoka wieża. W 1945 roku parafia Świętego Krzyża i św. Mikołaja w Biezdrowie przejęła budowlę i odtąd nosi ona wezwanie Najświętszego Serca Pana Jezusa. Świątynia zbudowana została w stylu neogotyckim.